# Liste des monuments historiques d'Albi
Ce tableau présente la liste de tous les monuments historiques classés ou inscrits dans la ville d'Albi, Tarn, en France.

## Liste
| Monument                                                  | Adresse                                      | Coordonnées                      | Notice         | Protection | Date            | Illustration                                             |
| --------------------------------------------------------- | -------------------------------------------- | -------------------------------- | -------------- | ---------- | --------------- | -------------------------------------------------------- |
| Cathédrale Sainte-Cécile                                  | Place Sainte-Cécile                          | 43° 55′ 43″ nord, 2° 08′ 35″ est | « PA00095453 » | Classé     | 1862            | Cathédrale Sainte-Cécile                                 |
| Château de Bellevue                                       | 129 rue Commandant Blanché                   | 43° 55′ 12″ nord, 2° 09′ 26″ est | « PA81000044 » | Inscrit    | 2014            | Château de Bellevue                                      |
| Château de Cantepau                                       |                                              | 43° 56′ 41″ nord, 2° 09′ 44″ est | « PA00095454 » | Inscrit    | 1978            | Château de Cantepau                                      |
| Château du Gô                                             |                                              | 43° 57′ 01″ nord, 2° 09′ 43″ est | « PA00095455 » | Inscrit    | 1984            | Château du Gô                                            |
| Collégiale Saint-Salvi                                    | Rue Mariès                                   | 43° 55′ 41″ nord, 2° 08′ 40″ est | « PA00095457 » | Classé     | 1846 1922       | Collégiale Saint-Salvi                                   |
| Commanderie de Rayssac                                    |                                              | 43° 54′ 15″ nord, 2° 11′ 55″ est | « PA00095456 » | Inscrit    | 1928            | Commanderie de Rayssac                                   |
| Église Notre-Dame-du-Breuil                               | Rue Notre-Dame-du-Breuil Rue Paul-Bermond    | 43° 56′ 33″ nord, 2° 08′ 55″ est | « PA81000023 » | Inscrit    | 2005            | Église Notre-Dame-du-Breuil                              |
| Église Notre-Dame-de-la-Drèche                            |                                              | 43° 58′ 10″ nord, 2° 09′ 15″ est | « PA00135474 » | Classé     | 1995            | Église Notre-Dame-de-la-Drèche                           |
| Église Saint-Jean de Rayssac                              | Avenue du maréchal-Juin                      | 43° 54′ 57″ nord, 2° 07′ 52″ est | « PA81000024 » | Inscrit    | 2005            | Image manquante Téléverser                               |
| Hôtel du Bosc maison natale de Toulouse-Lautrec           | 14 rue Toulouse-Lautrec                      | 43° 55′ 36″ nord, 2° 08′ 36″ est | « PA00095459 » | Inscrit    | 1974            | Hôtel du Boscmaison natale de Toulouse-Lautrec           |
| Hôtel de Rochegude                                        | 28 rue Rochegude                             | 43° 55′ 19″ nord, 2° 08′ 46″ est | « PA00095460 » | Inscrit    | 1986            | Hôtel de Rochegude                                       |
| Hôtel de ville                                            | 16 rue de l'Hôtel-de-Ville Rue des Pénitents | 43° 55′ 38″ nord, 2° 08′ 47″ est | « PA00095461 » | Inscrit    | 1971            | Hôtel de ville                                           |
| Immeuble                                                  | 14 rue de l'Hôtel-de-Ville                   | 43° 55′ 38″ nord, 2° 08′ 48″ est | « PA00095462 » | Inscrit    | 1973            | Immeuble                                                 |
| Immeuble                                                  | 8 rue Mariès                                 | 43° 55′ 42″ nord, 2° 08′ 45″ est | « PA00095463 » | Classé     | 1927            | Immeuble                                                 |
| Immeuble                                                  | 69 rue Rinaldi                               | 43° 55′ 58″ nord, 2° 08′ 28″ est | « PA00095464 » | Inscrit    | 1974            | Immeuble                                                 |
| Immeuble                                                  | Place du Vigan                               | 43° 55′ 38″ nord, 2° 08′ 50″ est | « PA00095465 » | Inscrit    | 1944            | Immeuble                                                 |
| Lycée Lapérouse chapelle de l'ancien collège des Jésuites | 2 lices Georges-Pompidou                     | 43° 55′ 49″ nord, 2° 08′ 49″ est | « PA00095466 » | Inscrit    | 1957            | Lycée Lapérousechapelle de l'ancien collège des Jésuites |
| Maison                                                    | 12 rue d'Engueysse                           | 43° 55′ 48″ nord, 2° 08′ 38″ est | « PA00095467 » | Inscrit    | 1924            | Maison                                                   |
| Hôtel de Fenasse                                          | 1 rue des Foissants Rue Saint-Étienne        | 43° 55′ 45″ nord, 2° 08′ 43″ est | « PA00095468 » | Inscrit    | 1971            | Hôtel de Fenasse                                         |
| Maison                                                    | 3 rue des Foissants                          | 43° 55′ 45″ nord, 2° 08′ 43″ est | « PA00095469 » | Inscrit    | 1928            | Maison                                                   |
| Maison                                                    | 1 rue de la Grand'Côte                       | 43° 55′ 49″ nord, 2° 08′ 42″ est | « PA00095470 » | Inscrit    | 1971            | Maison                                                   |
| Maison                                                    | 8 rue de la Grand'Côte                       | 43° 55′ 48″ nord, 2° 08′ 42″ est | « PA00095471 » | Inscrit    | 1940            | Maison                                                   |
| Maison au 1 rue Sainte Cécile                             | 1 rue Sainte-Cécile Rue Mariès               | 43° 55′ 41″ nord, 2° 08′ 39″ est | « PA00095472 » | Inscrit    | 1971            | Maison au 1 rue Sainte Cécile                            |
| Maison                                                    | 10 rue Saint-Julien                          | 43° 55′ 44″ nord, 2° 08′ 39″ est | « PA00095473 » | Inscrit    | 1924            | Maison                                                   |
| Maison                                                    | 12 rue Saint-Julien                          | 43° 55′ 43″ nord, 2° 08′ 39″ est | « PA00095474 » | Inscrit    | 1924            | Maison                                                   |
| Maison                                                    | 14 rue Saint-Julien                          | 43° 55′ 43″ nord, 2° 08′ 39″ est | « PA00095475 » | Inscrit    | 1924            | Maison                                                   |
| Maison                                                    | 16 rue Saint-Julien                          | 43° 55′ 43″ nord, 2° 08′ 39″ est | « PA00095476 » | Inscrit    | 1924            | Maison                                                   |
| Maison Enjalbert                                          | Rue Timbal Rue des Pénitents                 | 43° 55′ 41″ nord, 2° 08′ 48″ est | « PA00095478 » | Classé     | 1921            | Maison Enjalbert                                         |
| Maison des Viguiers                                       | Rue Timbal                                   | 43° 55′ 41″ nord, 2° 08′ 49″ est | « PA00095477 » | Classé     | 1862            | Maison des Viguiers                                      |
| Manoir de Lasbordes                                       |                                              | 43° 56′ 28″ nord, 2° 07′ 08″ est | « PA00095479 » | Inscrit    | 1979            | Image manquante Téléverser                               |
| Monument aux morts d'Albi                                 | Boulevard Général Sibille                    | 43° 55′ 34″ nord, 2° 08′ 36″ est | « PA81000057 » | Inscrit    | 18 octobre 2018 | Monument aux morts d'Albi                                |
| Palais de la Berbie musée Toulouse-Lautrec                | Place Sainte-Cécile                          | 43° 55′ 45″ nord, 2° 08′ 36″ est | « PA00095480 » | Classé     | 1862 1965       | Palais de la Berbiemusée Toulouse-Lautrec                |
| Pont Vieux                                                |                                              | 43° 55′ 52″ nord, 2° 08′ 40″ est | « PA00095481 » | Classé     | 1921            | Pont Vieux                                               |
| Temple réformé                                            | 20 rue Fontvieille                           | 43° 55′ 38″ nord, 2° 09′ 09″ est | « PA81000046 » | Inscrit    | 2015            | Temple réformé                                           |
| Théâtre municipal                                         | Rue Saint-Antoine                            | 43° 55′ 32″ nord, 2° 08′ 56″ est | « PA81000011 » | Inscrit    | 1999            | Théâtre municipal                                        |
| Tour du Boutge                                            | 30 place Henri-de-Grosse                     | 43° 55′ 46″ nord, 2° 08′ 40″ est | « PA00095482 » | Inscrit    | 1971            | Tour du Boutge                                           |
| Vermicellerie                                             | 41 rue Porta 1 boulevard de Strasbourg       | 43° 55′ 58″ nord, 2° 08′ 45″ est | « PA00095483 » | Inscrit    | 1984            | Vermicellerie                                            |